# アレクサンダー・ビガム
サー・アレクサンダー・ゴードン・ビガム（英語：Sir Alexander Gordon Biggam、1888年4月14日 - 1963年3月22日）は、スコットランドの医師・少将である。

## 生涯・経歴
スコットランドのレスウォルト教区にあるストランラーに、父のJ・ビッグガム・オブ・レイ・グレンストッカデールの息子として生まれる。
エディンバラのジョージ・ワトソンズ大学とエディンバラ大学で教育を受けた後、研修内科医と外科医としてエディンバラ王立診療所に務めた。1912年には王立陸軍医療隊に就任し、第一次世界大戦中にフランスに派遣され、1915年に負傷した。その後、1916年から1921年までインドで働いた。インド北西辺境州でのワズィーリスターン戦争（1919年 - 1921年）における活躍のため、大英帝国勲章4級オフィサーを授章した。
カイロのカスル・エル＝エイニ病院の医療ユニットのディレクターを務めた。1926年から1933年まではエジプト大学の臨床医学教授であり、ナイル勲章3級を授章した。ハルツームのキッチナー医学部とベイルート・アメリカン大学で医学審査官を務めた。1937年にジョージ6世の名誉医師に任命された。
第二次世界大戦中にはインドとビルマで働き、1941年から1947年にかけて陸軍の顧問医師を務めた。1940年には大英帝国勲章3級コマンダー、1944年にバス勲章、1946年に大英帝国勲章2級ナイト・コマンダーを授章した。
戦後、スコットランドに戻り、1947年にエディンバラ大学で熱帯医学の上級講師を務めた。1950年に哲学学会のフェローに選出され、推薦者はダグラス・ガスリー、ジョン・ガッダム、サー・アレクサンダー・グレイ、アンガス・シンクレアであった。